# Birk Ruud
Birk Ruud (n. 2 aprilie 2000, Comuna Bærum, Akershus, Norvegia) este un sportiv ce a reprezentat Norvegia, medaliat olimpic. A participat la o ediție a Jocurilor Olimpice (2022) în care a câștigat o medalie de aur.